# Guinea Grass
Guinea Grass – wieś w Belize, w dystrykcie Orange Walk. W 2000 roku, miasto zamieszkiwało 2510 osób. Według przypuszczeń w 2005 roku populacja miasta wzrosła do 2900 osób.